# 開放民主黨
開放民主黨（韩语：／ Yeollinminjudang），简称開放黨，是大韓民國自由派政黨，成立於2020年3月8日，于2022年1月8日并入共同民主党。

## 歷史
2020年2月28日，前共同民主黨國會議員鄭鳳柱宣布打算組建新政黨，他最初宣布有意角逐代表共同民主黨在2020年大韓民國國會選舉首爾江西甲選區的競選，但由於包括性騷擾在內的爭議，被其政黨取消了競選資格，不久後投入組建角逐比例席位的新政黨，但其本人不參加該次國會選舉。
其創黨成員李根植嚴厲批評未來統合黨建立未來韓國黨作為衛星黨以克服新選舉法賦予的比例席位，他譴責統合黨的舉動是「不道德的」，同時強調該黨將阻止未來統合黨、未來韓國黨二黨贏得選舉。
退出共同民主黨的無黨議員孫惠園宣布她將參加該黨。
該黨於2020年3月8日正式成立，並選舉李根植為代表。

## 歷代指導部

### 創黨準備委員會
2020.02.28 ~ 2020.03.08
- 創黨準備委員長：李根植（朝鲜语：이근식 (정치인)）

### 1期指導部
2020.03.08 ~ 2020.04.19
- 代表：李根植
- 最高委員：崔康旭（朝鲜语：최강욱）、鄭鳳柱（朝鲜语：정봉주）、朴洪律（朝鲜语：박홍률）、金大成

### 2期指導部
2020.06.01 ~ 2022.01.018
- 代表：崔康旭（朝鲜语：최강욱）
- 院內代表：金鎭愛（朝鲜语：김진애）→姜旼姃（朝鲜语：강민정 (정치인)）
- 最高委員：朴洪律、鞠伶厓（朝鲜语：국령애）、朱鎭亨（朝鲜语：주진형）、黃熙錫

## 主要選舉記錄

### 國會選舉
| 年度 | 選舉   | 贏得席位 | 區域得票數 | 區域得票率 | 區域席位 | 比例得票數 | 比例得票率 | 比例席位 | 選舉結果      | 領袖   |
| ---- | ------ | -------- | ---------- | ---------- | -------- | ---------- | ---------- | -------- | ------------- | ------ |
| 2020 | 第21屆 | 3 / 300  | 未參選     | 未參選     | 未參選   | 1,512,763  | 5.42%      | 3 / 47   | ▲ 2；第七大黨 | 李根植 |

## 外部連結
- 開放民主黨 （页面存档备份，存于）